# オデッド・ガロー
オデッド・ガロー（Oded Galor、1953年 - ）は、イスラエル出身のアメリカ合衆国の経済学者。ブラウン大学経済学部教授。
人類の歴史上の経済成長を統一的に説明する統一成長理論の提唱者。

## 人物
ヘブライ大学卒業、学士号・修士号を取得。コロンビア大学で博士号を取得。
ルーヴァン・カトリック大学およびポズナン経済大学から名誉博士号を授与される。
アカデミア・ユーロペアの外国人会員（名誉会員）、計量経済学会の選出フェローのほか、「経済成長ジャーナル」の編集長を務める。
統一成長理論の創始者であり、人類史の全過程にわたる発展プロセス、産業革命以前のマルサス的停滞から産業革命以後の持続的成長への移行と、近代以降の国家間経済格差拡大の理由の解明、さらに、人類の発展に適応や多様性や格差がどんな影響を与えたかの研究を学際的なアプローチで行ってきた。

## 著書
- Discrete Dynamical Systems (Springer, 2010年)
- Unified Growth Theory (Princeton University Press, 2011年)
- The Journey of Humanity: The Origins of Growth and Equality (Penguin Random House, 2022年) （邦訳:柴田裕之監訳、森内薫訳『格差の起源　なぜ人類は繁栄し、不平等が生まれたのか』ISBN 9784140819111（NHK出版、2022年）